# Rich Sommer
Rich Sommer (Toledo (Ohio), 2 februari 1978), geboren als Richard Olen Sommer II, is een Amerikaans acteur.
Sommer is het meest bekend van zijn rol als Harry Crane in de televisieserie Mad Men waar hij in 78 afleveringen speelde (2007-2013). Met de cast werd hij driemaal genomineerd voor een Screen Actors Guild Award (2008, 2011 en 2013). De cast won de prijs wel in 2009 en 2010.

## Biografie
Sommer werd geboren in Toledo (Ohio) en groeide op in Stillwater (Minnesota). Hier doorliep hij zijn high school aan de Oakland Junior High School. Hierna ging hij theaterwetenschappen studeren aan de Concordia College in Moorhead (Minnesota). Hij heeft zijn master of fine arts gehaald aan de Case Western Reserve University in Cleveland (Ohio).
Sommer is vanaf 2005 getrouwd en heeft hieruit een dochter (2008) en een zoon (2010), en woont met zijn gezin in Los Angeles.

## Filmografie

### Films
Uitgezonderd korte films.
- 2025 Maclunkey Treasure Island: A Live Staged Reading of Star Wars - A New Hope - als Luke Skywalker
- 2024 The Book of Jobs - als vader
- 2023 BlackBerry - als Paul Stannos
- 2022 Scare Package II: Rad Chad's Revenge - als Rick
- 2021 King Richard - als Patrick Dougherty
- 2019 Code Geass: Lelouch of the Resurrection - als Shesthaal (stem)
- 2018 A Futile and Stupid Gesture - als Harry Crane
- 2018 Summer of 84 - als Wayne Mackey
- 2017 A Crooked Somebody - als Michael Vaughn
- 2017 Girlfriend's Day - als Buddy
- 2017 Jalen Vs. Everybody - als Jacoby
- 2016 LBJ - als Pierre Salinger
- 2016 Buried Child - als Bradley
- 2015 Good Session - als Seth
- 2015 Hello, My Name Is Doris - als Robert
- 2012 Fairhaven – als Sam
- 2012 The Giant Mechanical Man – als Brian
- 2012 Celeste & Jesse Forever – als Max
- 2010 Radio Free Albemuth – als FBI agent
- 2007 Pose Down – als Fred
- 2006 The Devil Wears Prada –a ls Doug
- 2004 Death 4 Told – als Donnie

### Televisieseries
Uitgezonderd eenmalige gastrollen.
- 2025 Madam Ram - als Don Klosterman - 5 afl.
- 2020-2025 The George Lucas Talk Show - als Steven Charleston - 6 afl.
- 2024 Mr. Throwback - als dr. Josh - 5 afl.
- 2024 Clipped - als Seth Burton - 5 afl.
- 2022-2024 Firebuds - als mr. Wexell (stem) - 6 afl.
- 2022-2024 Alice's Wonderland Bakery - als kapitein Dodo / Stew / Stew Rabbit (stemmen) - 14 afl.
- 2022-2023 Minx - als Lenny - 9 afl.
- 2020-2022 Close Enough - als Keith Nash - 3 afl.
- 2021 City of Ghosts - als Max - 3 afl.
- 2016-2020 Elena of Avalor - als kapitein Daniel Turner (stem) - 9 afl.
- 2019-2020 In the Dark - als Dean Riley - 26 afl.
- 2020 Run - als Laurence Richardson - 5 afl.
- 2017-2019 GLOW - als Mark Eagan - 12 afl.
- 2013-2018 Elementary - als Harlan Emple - 3 afl.
- 2018 Adam Ruins Everything - als stem - 3 afl.
- 2017 Wet Hot American Summer: Ten Years Later - als Graham - 6 afl.
- 2016-2017 Love - als Dustin - 5 afl.
- 2015-2017 Regular Show - als diverse stemmen - 7 afl.
- 2016 Masters of Sex - als Dale Connelly - 2 afl.
- 2015 Wet Hot American Summer: First Day of Camp - als Graham - 6 afl.
- 2007-2015 Mad Men – als Harry Crane – 92 afl.
- 2011 Nikita – als Malcolm Mitchell – 2 afl.
- 2009 The Storm – als dr. Jack Hoffman – 2 afl.
- 2008 The Office US – als Alex – 2 afl.
- 2008 Without a Trace – als Will Herring – 2 afl.

- Library of Congress Control Number: no2008135523
- Nationale Bibliotheek van Israël: 987012384847905171
- Virtual International Authority File: 76137623
- WorldCat: E39PBJhX3RmyHccMypDmMM6kDq